# 白腹藍鶲
，又稱白腹鶲、白腹藍姬鶲、大琉璃、琉璃鸟、山竹鸟等，香港俗稱蓝燕、藍電。

## 生态环境
白腹蓝鹟喜欢原始林及次生林的多林地带。

## 分布地域
白腹藍鶲屬於遷移性鳴鳥，在日本、韓國、中國及俄羅斯繁殖，冬天遷移到東南亞，特別在越南、柬埔寨、泰國、蘇門答臘及婆羅洲等過冬。

## 特征
雄性的白腹藍鶲與海南藍鶲非常相似，最明顯的分別是胸前藍白色的分界和爪的顏色。白腹藍鶲的胸前藍白交界清澈易見，爪是黑色；而海南藍鶲的藍白交界模糊，爪是肉色。

## 食物
主要以昆蟲為食。

## 繁殖与保护
在春天和夏天繁殖期，牠們會發出獨特的“咕—咕”聲。

## 註解
1. ↑  繁：，简：，拼音：，注音：，音同「翁」